# Barra do Rio Azul
Barra do Rio Azul is een gemeente in de Braziliaanse deelstaat Rio Grande do Sul. De gemeente telt 1.978 inwoners (schatting 2009).